# بريدجيت كيلي
بريدجيت كيلي (بالإنجليزية: Bridget Kelly)‏ هي مغنية وكاتبة غنائية ومغنية مؤلفة وملحنة أمريكية، ولدت في 8 أبريل 1986 في نيويورك في الولايات المتحدة.

## وصلات خارجية
- بريدجيت كيلي على موقع ميوزك برينز (الإنجليزية)
- بريدجيت كيلي على موقع أول ميوزيك (الإنجليزية)